# گوندرمینگن
گوندرمینگن (به آلمانی: Gundremmingen) یک شهر در آلمان است که در گونتسبورگ واقع شده‌است.